# 준야 와타나베
준야 와타나베 (渡辺 淳弥)（わたなべ じゅんや、1961년 출생)는 일본의 패션 디자이너이다. 주식회사 꼼데가르송 이사의 부사장이다.

## 경력
후쿠시마현 출신이다. 1984년 문화복장학원 디자인과를 졸업한 후 꼼데가르송에 입사한다. 패턴너로서 카와쿠보 레이 밑에서 기술을 배웠다. 1987년 꼼데가르송 디자이너에 취임했다. 1992년에 레이디스 라인의 준야 와타나베 꼼데가르송의 수석 디자이너로 취임해, 도쿄 컬렉션에 참가한다. 1993년부터 파리 컬렉션에 참가했다.
2001년부터 남성 라인의 COMME des GARCONS JUNYA WATANA BEMAN을 개시했다. 2002년의 A/W보다 꼼데가르송·옴므의 디자인을 카와쿠보 레이와 함께 다루어, 트리코·꼼데가르송이 쿠리하라 타오의 담당이 된다. 2003년부터 여성 라인의 COMME des GARCONS JUNYA WATANABE MAN PINK를 일본 국내에서만 개시했다. 2005년부터 주식회사 꼼데가르송 이사 부사장을 맡는다.

## 수상 경력
- 1995년 일본 패션 에디터스 클럽(FEC) 디자이너상 수상[2]
- 1999년 제17회 매일패션대상 (毎日ファッション大賞)을 수상했다.[3]

## 대중 문화
- 별이 (ビョーク)가 준야 와타나베 옷을 입는 것으로 유명하다.
- 인기 래퍼 카니예 웨스트가 앨범 'Donda'에 경의를 표하기 위해 "Junya", "Junyapt 2" 두 곡을 수록하고 있다.[4]

## 주요 브랜드명
- 준야 와타나베 / 꼼데가르송 (ジュンヤ・ワタナベ・コム デ ギャルソン)（JUNYA WATANABE COMME des GARCONS）
- 꼼데가르송 준야 와타나베 만 (コム デ ギャルソン ジュンヤ・ワタナベ・マン)（COMME des GARCONS JUNYA WATANABE MAN）

## 같이 보기
- 꼼데가르송